# Liste der Gerichte in Sizilien
Die Liste der Gerichte in Sizilien dient der Aufnahme der staatlichen italienischen Gerichte der ordentlichen und besonderen Gerichtsbarkeit in der Autonomen Region Sizilien. Bis auf Weiteres sind nur Gerichtsorte angegeben.

## Ordentliche Gerichtsbarkeit
| Appellationsgerichte | Nachgeordnete (Landes-)Gerichte   | Friedensgerichte                                                                                |
| -------------------- | --------------------------------- | ----------------------------------------------------------------------------------------------- |
| Caltanissetta        | Caltanissetta                     | Caltanissetta, Mussomeli                                                                        |
| Caltanissetta        | Enna                              | Agria, Centuripe, Enna, Leonforte, Nicosia, Piazza Armerina, Regalbuto, Troina                  |
| Caltanissetta        | Gela                              | Gela, Niscemi                                                                                   |
| Caltanissetta        | Jugendgericht Caltanissetta       |                                                                                                 |
| Caltanissetta        | Überwachungsgericht Caltanissetta | (Überwachungsstelle Caltanissetta)                                                              |
| Catania              | Caltagirone                       | Caltagirone, Militello in Val di Catania, Ramacca                                               |
| Catania              | Catania                           | Acireale, Adrano, Belpasso, Biancavilla, Bronte, Catania, Giarre, Mascalucia, Paternò, Randazzo |
| Catania              | Ragusa                            | Modica, Ragusa, Vittoria                                                                        |
| Catania              | Syrakus                           | Avola, Lentini, Noto, Palazzolo Acreide, Syrakus                                                |
| Catania              | Jugendgericht Catania             |                                                                                                 |
| Catania              | Überwachungsgericht Catania       | (Überwachungsstellen Catania und Syrakus)                                                       |
| Messina              | Barcellona Pozzo di Gotto         | Barcellona Pozzo di Gotto, Lipari, Novara di Sicilia                                            |
| Messina              | Messina                           | Francavilla di Sicilia, Messina                                                                 |
| Messina              | Patti                             | Mistretta, Naso, Patti, Sant’Angelo di Brolo, Tortorici                                         |
| Messina              | Jugendgericht Messina             |                                                                                                 |
| Messina              | Überwachungsgericht Messina       | (Überwachungsstelle Messina)                                                                    |
| Palermo              | Agrigent                          | Agrigent, Licata                                                                                |
| Palermo              | Marsala                           | Castelvetrano, Marsala, Pantelleria                                                             |
| Palermo              | Palermo                           | Carini, Palermo, Partinico                                                                      |
| Palermo              | Sciacca                           | Bivona, Menfi, Partanna, Ribera, Sciacca                                                        |
| Palermo              | Termini Imerese                   | Bagheria, Cefalù, Corleone, Gangi, Lercara Friddi, Termini Imerese                              |
| Palermo              | Trapani                           | Alcamo, Trapani                                                                                 |
| Palermo              | Jugendgericht Palermo             |                                                                                                 |
| Palermo              | Überwachungsgericht Palermo       | (Überwachungsstellen in Agrigento, Palermo und Trapani)                                         |

Bei den Appellationsgerichten (Corte d’appello)werden Schwurgerichte zweiter Instanz eingerichtet, bei den Landesgerichten Schwurgerichte. Bei Appellationsgerichten gibt es Generalstaatsanwaltschaften (Procura Generale della Repubblica), bei den Landesgerichten und Jugendgerichten Staatsanwaltschaften (Procura della Repubblica).
Bei den Appellationsgerichten und bei den Landesgerichten am Sitz der Appellationsgerichtshhöfen bestehen Kammern für Unternehmens-, Urheberrechts- oder Handelssachen.

## Besondere Gerichte
- Regionales Verwaltungsgericht (TAR) in Palermo und Catania.
- Regionale Steuerkommission (Finanzgericht) in Palermo.
  - Vier Außenstellen in Caltanissetta, Catania, Messina und Syrakus.
    - Neun nachgeordnete Provinz-Steuerkommissionen in den Provinzen Siziliens.
- Gericht für öffentliche Gewässer in Palermo.
- Außenstelle des Nationalen Rechnungshofes in Sizilien (Palermo) (hat den Status eines Gerichts).
- Aufgaben der Verfassungsgerichtsbarkeit übernimmt das Verfassungsgericht in Rom.

## Aufgelöste Gerichte
- Das Militärgericht Palermo wurde 2007 aufgelöst. Für Sizilien ist seitdem das Militärgericht Neapel zuständig.
- 2013 und 2014 wurden im Zug einer landesweiten Reform die Landesgerichte in Modica (Oberlandesgericht Catania), Mistretta (Oberlandesgericht Messina) und Nicosia (Oberlandesgericht Caltanissetta) sowie alle Außenstellen der Landesgerichte und etliche Friedensgerichte aufgelöst.